# Lilla Tvägöl (Locknevi socken, Småland)
Lilla Tvägöl är en liten våtmark, tidigare sjö i Vimmerby kommun i Småland och ingår i Botorpsströmmens huvudavrinningsområde.